# Cleyera albopunctata
Cleyera albopunctata är en tvåhjärtbladig växtart som först beskrevs av August Heinrich Rudolf Grisebach, och fick sitt nu gällande namn av Carl Karl Wilhelm Leopold Krug och Urban. Cleyera albopunctata ingår i släktet Cleyera, och familjen Pentaphylacaceae. Inga underarter finns listade i Catalogue of Life.